# Райко Даскалов
Райко Иванов Даскалов е български политик от Българския земеделски народен съюз (БЗНС). Той е близък сътрудник и участник в правителствата на Александър Стамболийски (1919 – 1923).
Негов по-голям брат е Стефан Даскалов, също политик от БЗНС. Негова дъщеря е Светла Даскалова, дългогодишен министър на правосъдието (1966 – 1990) от казионния БЗНС по време на комунистическия режим.

## Биография
Райко Даскалов е роден на 21 декември (9 декември стар стил) 1886 година в село Бяла черкова, Павликенско, в учителско семейство. Завършва търговска гимназия в Свищов, а след това – финанси в Берлин (1907 – 1912). След завръщането си в България участва като доброволец в Балканската война и завършва Школа за запасни офицери.
Под влияние на своя съселянин Цанко Церковски през 1913 година става член на БЗНС. От 1914 участва дейно в работата на съюза като сътрудник на вестник „Земеделско знаме“ и управител на „Народен магазин“ в София. През 1915 е мобилизиран и участва в Първата световна война като офицер в Петдесети пехотен полк. През 1916 година е осъден на лишаване от свобода по делото на Деклозиеровата афера.
Райко Даскалов е освободен от затвора, заедно със Стамболийски, на 25 септември 1918 година и двамата са изпратени от правителството на Александър Малинов при въстаналите войници в Радомир и Кюстендил, за да се опитат да ги убедят да се върнат на фронта. Когато пристигат в Кюстендил, вместо да изпълняват възложената задача, двамата решават да се възползват от ситуацията и настроенията сред войниците. Вместо това Даскалов заминава сам за Радомир, където на 27 септември провъзгласява Радомирската република, отправя възвание към народа да я подкрепи, обявява се за главнокомандващ и начело на разбунтувалите се войници се отправя към София. След разгрома на въстанието, ранен, Даскалов се оттегля във Витоша, а оттам – в Конявска планина. Там се предава на настъпващите от юг войски на Антантата и е изпратен в Солун.
След амнистията от декември 1918 година на участвалите във войнишките бунтове, Даскалов се завръща в България. Член на Постоянното присъствие на БЗНС, той е избиран трикратно за народен представител (1919 – 1923). Последователно е министър на земеделието и държавните имоти (1919 – 1920), министър на търговията, промишлеността и труда (1920 – 1922) и министър на вътрешните работи и народното здраве (1922 – 1923) в правителството на Александър Стамболийски. Негови са идеите за поземлената реформа, за създаването на Трудова повинност и на Оранжева гвардия, която лично оглавява. През септември 1922 организира конгреса на цвеклопроизводителите в Търново, който е използван за разгонване на учредителния събор на опозиционния Конституционен блок, като върху много от участниците в него е упражнено физическо насилие.
Като член на ръководството на БЗНС и на правителството, Райко Даскалов представлява радикалното течение, което е за ликвидиране дейността на Вътрешната македонска революционна организация (ВМРО). По нареждане или с подкрепата на Даскалов се предприемат най-решителните мерки на правителството на БЗНС срещу ВМРО през 1922 и в началото на 1923 година, поради което ВМРО го „осъжда“ на смърт. На 15 декември 1922 година срещу него е извършен неуспешен опит за убийство от страна на Асен Даскалов.
През февруари 1923 Райко Даскалов е освободен от правителството, през март е избран за държавен обвинител срещу министрите, обвинени от Народното събрание за националните катастрофи, а през май става български пълномощен министър в Чехословакия, където го заварва и Деветоюнският преврат. Даскалов не се примирява със смяната на властта в България и посредством дипломатическия си статут се опитва да организира международна реакция в подкрепа на сваленото земеделско правителство, но не постига особен успех. С негова помощ се създава Задгранично представителство на БЗНС, което започва да издава в Чехословакия вестник „Земеделско знаме“. През лятото на 1923 г. Райко Даскалов издава прокламация, довела до закана на СССР за военен десант от Одеса във Варна, поради което военноморската отбрана на пристанищния град е повишена.
Райко Даскалов е убит в навечерието на Септемврийското въстание на 26 август 1923 година в Прага от члена на ВМРО щипянина Йордан Цицонков. Цицонков е заловен на местопрестъплението, но на последвалия съдебен процес е оправдан с мотива, че е действал под заплаха за живота си от страна на ВМРО. Оправдателната присъда предизвиква недоволството на чехословашкия печат и дипломатически натиск от Кралството на сърби, хървати и словенци. На втора инстанция Цицонков е признат за виновен и е осъден на 20 години затвор, които не излежава, тъй като се самоубива на 25 януари 1926 година.
Убийството на Райко Даскалов вероятно е вдъхновено от правителството на Александър Цанков, но по време на процеса срещу Цицонков, то се опитва да не се ангажира, с което предизвиква недоволството на ръководството на ВМРО.

## Памет
На Райко Даскалов е наречена улица в квартал „Люлин“ в София (Карта).